# 张锡祺
張錫祺（1898年11月19日—1960年5月19日），男，福建惠安人，中国眼科专家，曾任安徽医学院院长，中国科学院安徽分院副院长，第二届全国人大代表。

## 生平
1898年，張錫祺出生於福建省泉州市惠安縣秀塗村。後來，他遷居臺灣度過少年時期，又隨後前往日本留學。1925年，他畢業於千葉醫科大學並取得眼科醫師合格證書，又繼續在該校附屬醫院進修。
1927年底，經籌畫嘗試，張錫祺在高雄市新濱町創立「光華眼科醫院」；後來，他在廈門與上海也陸續成立光華眼科，並在上海東南醫學院擔任教授。此後，受其教導者也紛紛前往中國大陸各地開設光華眼科。
臺灣光復後，他曾於臺灣省行政長官公署擔任參議，又在新竹遞補吳鴻森的席次成為臺灣省參議會參議員，並向當局提出諸多建言。二二八事件發生後，他出面協助當地穩定政治情勢。1948年，他向臺灣省參議會提出辭呈，並改由新竹縣籍人士彭德遞補其席次；隨後，他返鄉開設光華眼科醫院並擔任院長。
1960年，他因病逝世。

## 家庭
張錫祺的妻子是馬場崎債子。

## 家族
- 張邦傑（堂弟）

## 紀念
- 张锡祺奖学金（由安徽医科大学頒發）